# Hale County (Texas)
Das Hale County ist ein County im Bundesstaat Texas der Vereinigten Staaten. Das U.S. Census Bureau hat bei der Volkszählung 2020 eine Einwohnerzahl von 32.522 ermittelt. Der Sitz der County-Verwaltung (County Seat) befindet sich in Plainview. Das County gehört zu den Dry Countys, was bedeutet, dass der Verkauf von Alkohol eingeschränkt oder verboten ist.

## Geographie
Das County liegt nordwestlich des geographischen Zentrums von Texas, etwa 80 km vor New Mexico und hat eine Fläche von 2602 Quadratkilometern, ohne nennenswerte Wasserfläche. Das County grenzt im Uhrzeigersinn an folgende Countys: Swisher County, Floyd County, Lubbock County, Lamb County und Castro County.

## Geschichte
Hale County wurde am 21. August 1876 aus Teilen des Bexar County gebildet und die Verwaltungsorganisation am 4. August 1888 abgeschlossen. Benannt wurde es nach John C. Hale (1806–1836), der als Leutnant im Texanischen Unabhängigkeitskrieg diente und bei der Schlacht von San Jacinto fiel.
Zwei Stätten des Countys sind im National Register of Historic Places (NRHP) eingetragen (Stand 15. Juni 2019). Im County liegt eine National Historic Landmark, die prähistorische Fundstätte Plainview Site.

## Demografische Daten
Nach der Volkszählung im Jahr 2000 lebten im Hale County 36.602 Menschen in 11.975 Haushalten und 9.136 Familien. Die Bevölkerungsdichte betrug 14 Einwohner pro Quadratkilometer. Ethnisch betrachtet setzte sich die Bevölkerung zusammen aus 66,77 Prozent Weißen, 5,79 Prozent Afroamerikanern, 0,92 Prozent amerikanischen Ureinwohnern, 0,30 Prozent Asiaten, 0,04 Prozent Bewohnern aus dem pazifischen Inselraum und 23,76 Prozent aus anderen ethnischen Gruppen; 2,42 Prozent stammten von zwei oder mehr Ethnien ab. 47,90 Prozent der Einwohner waren spanischer oder lateinamerikanischer Abstammung.
Von den 11.975 Haushalten hatten 40,4 Prozent Kinder oder Jugendliche, die mit ihnen zusammen lebten. 60,3 Prozent waren verheiratete, zusammenlebende Paare 11,6 Prozent waren allein erziehende Mütter und 23,7 Prozent waren keine Familien. 21,0 Prozent waren Singlehaushalte und in 10,7 Prozent lebten Menschen im Alter von 65 Jahren oder darüber. Die durchschnittliche Haushaltsgröße betrug 2,86 und die durchschnittliche Familiengröße betrug 3,32 Personen.
30,2 Prozent der Bevölkerung war unter 18 Jahre alt, 11,4 Prozent zwischen 18 und 24, 27,2 Prozent zwischen 25 und 44, 18,3 Prozent zwischen 45 und 64 und 12,9 Prozent waren 65 Jahre alt oder älter. Das Medianalter betrug 31 Jahre. Auf 100 weibliche Personen kamen 102,4 männliche Personen und auf 100 Frauen im Alter von 18 Jahren oder darüber kamen 101,3 Männer.
Das jährliche Durchschnittseinkommen eines Haushalts betrug 31.280 USD, das Durchschnittseinkommen einer Familie betrug 35.250 USD. Männer hatten ein Durchschnittseinkommen von 26.007 USD, Frauen 20.057 USD. Das Prokopfeinkommen betrug 13.655 USD. 14,3 Prozent der Familien und 18,0 Prozent der Einwohner lebten unterhalb der Armutsgrenze.

## Orte im County
- Abernathy
- Boone
- Cotton Center
- Edmonson
- Finney
- Furguson
- Hale Center
- Halfway
- Happy Union
- Petersburg
- Plainview
- Seth Ward
- Underwood
- Wasson
- Wright